# Satomi Shibata
Satomi Shibata (jap. 柴田 里美, Shibata Satomi; * 9. Juli 1985) ist eine japanische Fußballspielerin. Die Außenverteidigerin ist neben Yūki Ōgimi (ehemals Turbine Potsdam), Kozue Andō und Asuna Tanaka (beide 1. FFC Frankfurt) und Saki Kumagai (ehemals 1. FFC Frankfurt) eine der wenigen Japanerinnen, die in der ersten Bundesliga der Frauen spielten.

## Karriere
Shibata startete ihre Karriere in ihrer Schulzeit mit der Ciencia-Frauenfußballmannschaft, die zur privaten Musashigaoka-Kurzhochschule (engl. Musashigaoka College) in Yoshimi, Saitama gehört. Es folgte 2002 ein Wechsel zu JEF United Ichihara Chiba, wo sie erste Seniorenerfahrung sammelte. Sie spielte vier Jahre für JEF United, bevor sie Anfang 2006 bei den Urawa Red Diamonds unterschrieb. Sie spielte vier Jahre für den Verein aus Urawa, bevor sie sich dem AS Elfen Sayama FC anschloss. In ihrer zweiten Saison 2011/2012 wurde sie Mannschaftskapitänin ihrer Mannschaft. Nach drei Jahren in Saitama für den AS Elfen verkündete sie im Juli 2013 ihren Wechsel nach Deutschland zum FCR Duisburg. In Duisburg spielte sie bis zum Januar 2014 in 8 Spielen für die zweite Mannschaft des FCR Duisburg in der Regionalliga und erzielte 1 Tor. Nachdem der FCR Duisburg im Januar 2014 nach einem Insolvenzantrag in den Männerfußballverein MSV Duisburg aufgenommen worden war, wechselte sie mit dem Großteil des Teams zum Meidericher SV. Dort kam sie am 23. Februar 2014 gegen den VfL Sindelfingen zu ihrem Bundesliga-Debüt für den MSV Duisburg. Im Sommer 2014 kehrte sie dem MSV Duisburg den Rücken und kehrte zum AS Elfen Saitama zurück.